# نیروگاه هسته‌ای لنینگراد
نیروگاه هسته‌ای لنینگراد (به لاتین: Leningrad Nuclear Power Plant) یک نیروگاه هسته‌ای در روسیه است که در سوسنووی بور، اوبلاست لنینگراد واقع شده‌است.